# Magoúla (ort i Grekland, Thessalien, Nomós Kardhítsas)
Magoúla är en ort i Grekland.   Den ligger i prefekturen Nomós Kardhítsas och regionen Thessalien, i den centrala delen av landet, 230 km nordväst om huvudstaden Aten. Magoúla ligger 112 meter över havet och antalet invånare är 1 036.
Terrängen runt Magoúla är varierad. Runt Magoúla är det ganska tätbefolkat, med 86 invånare per kvadratkilometer. Närmaste större samhälle är Trikala, 11,6 km norr om Magoúla. Trakten runt Magoúla består till största delen av jordbruksmark.